# Andreánszky-kastély
Az Andreánszky-kastély Alsópetény szélén található. A kastély Hild József kúriáinak stílusában épült, egyszintes, palával fedett klasszicista épület. A kastély egykori birtokosa Somogyi Antal, a jászok kapitánya volt. A 18. század második felében a Somogyi család birtokát és a hozzá tartozó kastélyt Andreánszky Sándor vásárolta meg. Később báró Andreánszky István nyugalmazott államtitkáré lett. A kastély utolsó tulajdonosa báró Andreánszky Gábor (1845–1908) volt országgyűlési képviselő, világhírű paleobotanikus, az MTA levelező tagja volt.
A falu szélén álló egykori Andreánszky-kúria az idők folyamán elpusztult, a kastélyhoz tartozó park azonban – bár elhanyagolt állapotú – fennmaradt, és korábban természetvédelmi terület volt, jelenleg helyi védettség alatt áll.
Az egykori, elpusztult épületet korabeli feljegyzések és egy fotó alapján jelenlegi tulajdonosai teljesen újjáépítették.

## Galéria

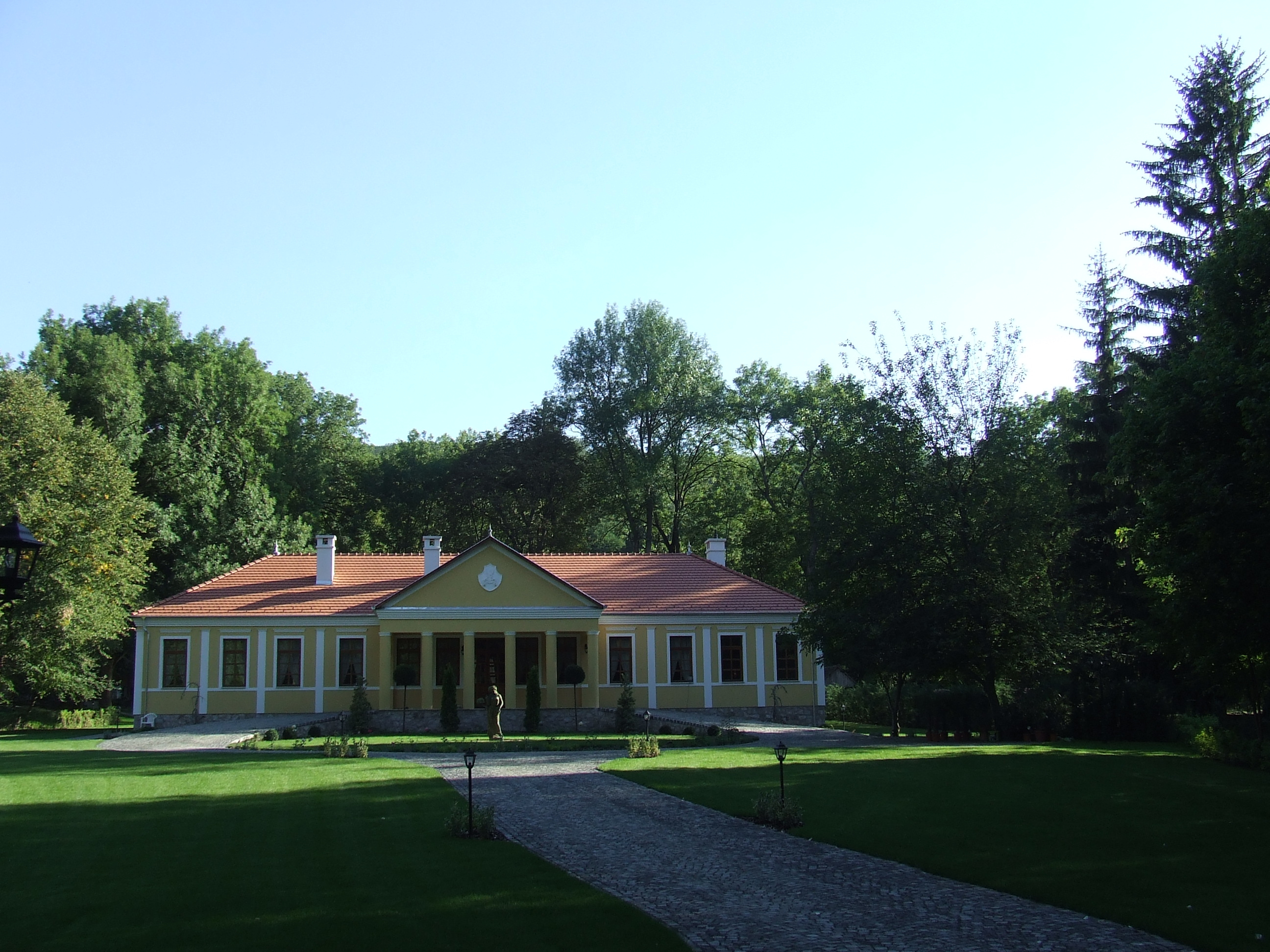
Andreászky-kastély
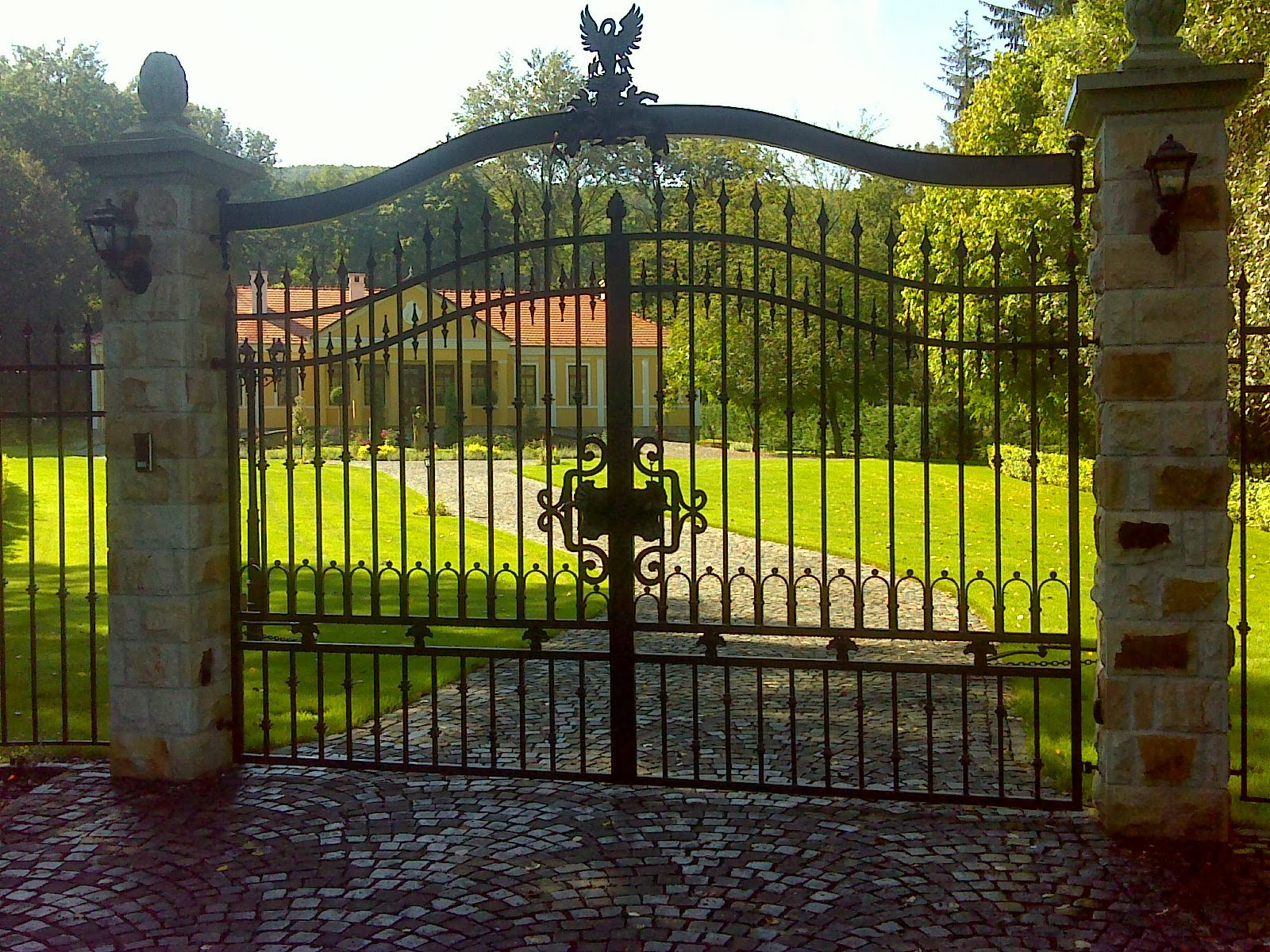